# Adrian Piperi
Adrian "Tripp" Piperi, född den 20 januari 1999, är en amerikansk friidrottare som tävlar i kulstötning.

## Karriär
Piperi tog brons i kulstötning vid inomhusvärldsmästerskapen i friidrott 2025.